# Rachid Ghezzal
Rachid Ghezzal, född 9 maj 1992, är en algerisk fotbollsspelare som spelar för Beşiktaş. Hans äldre bror, Abdelkader Ghezzal, är även han tidigare landslagsspelare för Algeriet.

## Klubbkarriär
Den 5 augusti 2018 värvades Ghezzal av Leicester City, där han skrev på ett fyraårskontrakt. Ghezzal debuterade i Premier League den 10 augusti 2018 i en 2–1-förlust mot Manchester United, där han blev inbytt i den 63:e minuten mot Daniel Amartey.
Den 5 oktober 2020 lånades Ghezzal ut till turkiska Beşiktaş på ett låneavtal över säsongen 2020/2021. Den 12 augusti 2021 blev Ghezzal klar för en permanent övergång till Beşiktaş, där han skrev på ett treårskontrakt.

## Landslagskarriär
Ghezzal debuterade för Algeriets landslag den 26 mars 2015 i en förlustmatch mot Qatar (0–1).